# بازی‌نمایی
بازی‌نمایی یا گیمیفیکیشن (بازی‌گونه یا بازی‌گون‌سازی یا بازی‌پردازی) فرایندی است برای آنکه فعالیت، سیستم یا سرویسی را که ماهیت بازی ندارد با بازطراحی به شکل یک بازی، جذاب تر یا انگیزه بخش تر نماییم.
این فرایند تلاش می‌کند با استفاده از عناصر بازی (شامل ایجاد مرحله، ایجاد امتیاز و …) تعامل کاربر با سیستم را بهبود ببخشد.

## تاریخچه
قدیمی‌ترین نمونه بازی‌نمایی برنامه پروازهای ثابت و تکرار شونده است که شرکت‌های هواپیمایی به مشتریان وفادار خود اعطا می‌کردند.
بازی‌نمایی اصطلاحی است که اولین بار در سال ۲۰۰۳ توسط «نیک پیلینگ» مطرح شد اما تا سال ۲۰۱۰ محبوبیتی به دست نیاورد. اصطلاح بازی‌نمایی در سال ۲۰۱۰ زمانی مورد توجه قرار گرفت که بعضی کارخانه‌ها نظیر badgeville برای توصیف رفتار نمایه (platform) خود از آن استفاده کردند.
همچنین «گارتنر» در آن سال با گفتن جملهٔ «بیش از ۵۰ درصد شرکت‌هایی که عملیات داده‌ای انجام می‌دهند، از چیزی شبیه به بازی در پردازش‌های خود استفاده خواهند کرد.» موجب محبوبیت بازی‌نمایی شد. در سال ۲۰۱۱ کارخانه‌های بیشتری شروع به توسعه نمایه‌های بازی‌نمایی کردند و این باعث محبوبیت بیشتر آن شد.

## طبقه‌بندی
بازی‌نمایی برای ایجاد بهبود در سیستم، سرویس یا فعالیت‌های زیادی استفاده می‌شود. زمینه‌هایی نظیر: افزایش بهره‌وری سازمانی، آموزش، استخدام و ارزیابی کارمندان، ایجاد سهولت در استفاده از سیستم، کاهش ترافیک، ایجاد انگیزه در شرکت کنندگان در نظرسنجی و …
بازی‌نمایی استفاده از یک ساختار متحد برای معرفی، تبدیل یا عملیاتی کردن یک سرویس/ سیستم است به گونه‌ای که به بازیکنان اجازه می‌دهد به یک تجربه بازی‌مانند وارد شوند تا از ارزش‌های ساخته شده برای بازیکنان و سایر ذینفعان حمایت کنند.
طراحان یک گیمیفیکیشن به کاربر مانند یک بازیکن انگیزه می‌دهند تا اهدافی را که از پیش در مرکز طراحی بازی‌نمایی در نظر گرفته شده است، دنبال کند.
گیمیفیکیشن به صورت یک مفهوم محدود در زمینه‌های غیربازی استفاده می‌شود تا ساختار/سرویس ای را به سازد که یک تجربه ماندگار و فراموش نشدنی ایجاد کند. در واقع منظور این نیست که یک بازی فقط برای ایجاد یک تجربه بازی‌مانند ساخته شود. در یک مفهوم گسترده‌تر بازی‌نمایی شامل بازی‌های جدی، بازی‌های پایان پذیر و بازی‌های پایان ناپذیر می‌شود.
|       | اقدامات بازی‌نمایی                                                                             |                                                                  |                                                           |                                             |            |
|       | بازی‌نمایی                                                                                     | شبیه‌سازی                                                         | بازی جدی                                                  | Advergame                                   |            |
| نمونه | SAP Community Network استک اورفلو یاهو! انسرز لینکدین Amazon.com MySugr دولینگو Zombies, Run! | ERPSim                                                           | Merchants Triskelion Ribbon Hero                          |                                             | درون سیستم |
| نمونه | Gamification Guru Leaderboard                                                                 | Farm Simulator Trainz Surgeon Simulator 2013 Emergency Simulator | SAP Roadwarrior Stroke Hero Ten Euro Tetris The Accounted | Magnum Pleasure Hunt Coke Zero / James Bond | برون سیستم |
|       | نامحدود                                                                                       | محدود                                                            | محدود                                                     | محدود                                       |            |
|       | حوزه غیر بازی                                                                                 | حوزه غیر بازی                                                    | حوزه بازی                                                 | حوزه بازی                                   |            |

- بازی جدی، نوعی از بازی است که فقط برای سرگرمی محض ساخته نشده است. در واقع صفت جدی به معنای ساخت محصولی است که اهداف آموزشی، نظامی، اکتشافی، حفاظت از محیط زیست، مدیریت بحران، برنامه‌ریزی یک شهر یا مهندسی و سیاست دارد.
- Advergame یک بازی قابل دانلود یا اینترنتی که یک برند را تبلیغ می‌کند و در آینده بخشی از یک بازی بزرگ خواهد بود.

یک طبقه‌بندی دیگر از گیمیفیکیشن بر اساس مقایسه بین ویژگی‌های خودانگیزشی، قوانین و اهداف:
|                     | بازی | بازی | بازی جدی | شبیه‌سازی | بازی‌نمایی | آثار بازی‌نمایی |
| ------------------- | ---- | ---- | -------- | -------- | --------- | -------------- |
| خودانگیزشی          | بله  | خیر  | خیر      | خیر      | خیر       | خیر            |
| قوانین              | خیر  | بله  | بله      | بله      | بله       | بله            |
| اهداف               | خیر  | بله  | بله      | بله      | بله       | بله            |
| ساخت یافته          | خیر  | بله  | بله      | بله      | بله       | بله            |
| تأثیر بر جهان واقعی | خیر  | خیر  | بله/خیر  | بله/خیر  | بله       | بله            |
| درون سیستم          | خیر  | خیر  | خیر      | خیر/بله  | بله       | بله            |

## تکنیک‌ها
تکنیک‌های گیمیفیکیشن با محور قرار دادن امیال طبیعی افراد برای برقراری رابطه اجتماعی، آموزش، مهارت، رقابت، پیروزی، ابراز وجود و اعلام وضعیت و همچنین نوع دوستی یا تقریب قلوب تلاش می‌کند. استراتژی اولیه گیمیفیکیشن استفاده از مکانیزم انگیزشی پاداش برای کاربرانی است که وظیفه‌ای را انجام دهند یا برای تعامل بیشتر با کاربران دیگر رقابت کنند.
انواع پاداش‌ها شامل اعطای امتیاز
، اعطای نشان پیروزی یا سطح‌بندی
، پر کردن یک نوار پیشرفت
، اعطای پول مجازی، ایجاد پاداش‌هایی برای انجام وظایف به طوری که برای دیگران قابل مشاهده باشد ویا ارائه تابلوهای راهنما، راهی است تا کاربران را برای رقابت تشویق کند.
البته با توجه به تأثیرات مشکل ساز بالقوه رقابت مانند رفتارهای غیراخلاقی، همکاری و تعاون کم، یا محرومیت بعضی گروه‌های جمعیتی مانند زنان
، طراحان بازی‌نمایی تلاش می‌کنند تا از این عنصر استفاده نکنند.
راه دیگر طراحی بازی‌نمایی تبدیل وظایف موجود به شبه بازی است.
بعضی تکنیک‌های استفاده شده در این روش عبارتند از انتخاب‌های معنادار، تعبیه فیلم‌های آموزش، افزایش چالش و اضافه کردن یک روایت

## کاربرد
بازی‌نمایی به صورت گسترده در تجارت مورد استفاده قرار گرفته است. بیش از ۷۰ درصد شرکت‌هایی که در فوربز ۲۰۰۰ در سال ۲۰۱۳ معرفی شده‌اند گفته‌اند که برای استفاده از بازی‌نمایی در دستیابی به اهداف تجاری و جذب مشتری برنامه‌ریزی کرده‌اند.
به عنوان مثال در نوامبر سال ۲۰۱۱ شرکت استرالیایی پخش چندرسانه‌ای Yahoo!۷ برای تعامل بیشتر با بینندگان شروع به استفاده از برنامه موبایلی Fango کرد؛ برنامه‌ای که بینندگان به وسیلهٔ آن می‌توانستند نظراتشان را بگویند یا فقط اعلام حضور کنند. تا فوریه ۲۰۱۲، این برنامه بیش از ۲۰۰ هزار بار دانلود شد.
بازی‌نمایی همچنین در برنامه‌هایی که به مشتریان وفادار اعطا می‌شود مورد استفاده قرار گرفت. در سال ۲۰۱۰، استارباکس به مشتریانی که در فروشگاه‌های مختلف اقدام به خرید کرده بودند مدال‌های چهارگوشی داد و همچنین به کسانی که از یک فروشگاه به دفعات خرید می‌کردند، تخفیف‌های خوبی عرضه شد.
از بازینمایی در مسابقات رقابتی هوش
، تشویق به پرکردن نظرسنجی‌ها
و همچنین مطالعهٔ بازار برای به رسمیت شناختن یک برند استفاده شد.
همچنین برای یکپارچه سازی خدمات پشتیبانی مورد استفاده قرار گرفت. در سال ۲۰۱۲ شرکت Freshdesk یک محصول بر پایه اجاره نرم‌افزار با خصوصیات بازی‌نمایی ساخت که به عوامل اجازه می‌داد تا متناسب با کارایی شان، نشان لیاقت دریافت کنند.
از بازی‌نمایی به عنوان یک ابزار تعامل با مشتری و فرایندی برای تشویق کاربران به رفتار درست با وب سایت‌ها کمک گرفته می‌شود.
به علاوه بازی‌نمایی به راحتی برای ایجاد تعامل بیشتر کاربران با شبکه‌ها اجتماعی قابل توسعه است. به عنوان مثال در سال ۲۰۱۰، یک سایت به نام، DevHub اعلام کرد پس از اضافه کردن عناصر بازی‌نمایی، میزان کاربران آنلاین شان از ۱۰ درصد به ۸۰ درصد افزایش یافته است.
در سایت سؤال و جواب‌های برنامه‌نویسی stack overflow کاربران برای انجام فعالیت‌های گوناگون، شامل ارائهٔ پیوند خارجی به شبکه‌های اجتماعی فیس بوک و توئیتر برای مطرح کردند سؤال و دریافت جواب امتیاز و/یا نشان‌هایی دریافت می‌کنند. وقتی نشان‌های مشهور کاربر از یک آستانه‌ای بالاتر می‌رود و او امتیازهای خود را افزایش می‌دهد؛ نشان‌های مختلف زیادی پیش بینی شده است تا سطح‌بندی به درستی انجام شود.
بازی‌نمایی می‌تواند برای پرورش افکار مورد استفاده قرار بگیرد و باعث ایجاد ساختارهای بکر برای ایجاد یک ایده جدید شود.. تحقیقاتی در  MIT Sloan  نشان داده است که این بازی‌های فکری، به بازیکنان برای تولید بیشتر و بهتر ایده‌ها کمک می‌کند و اعتبار آن را در مقایسه با مقالات علمی جدید مورد بررسی قرار داده است.
آموزش و پرورش از حوزه‌های بسیار پر طرفدار در بازی‌نمایی است.
ماکروسافت با اضافه کردن بازی Ribbon hero 2 را به عنوان یک افزونه به مجموعه آفیس خود، به مردم کمک کرد تا به صورت بهتری از آفیس استفاده کنند.
مرکز آموزش و پرورش شهر نیویورک با استفاده از کمک مالی دو بنیاد مک آرتور و بنیاد بیل و ملیندا گیتس مدرسه‌ای به نام Quest ساخت که با استفاده از آموزش با محوریت بازی، امر آموزش برای بچه‌های مدرن را بسیار جذاب تر و رابطه مند کرد.
شرکت SAP از بازی برای آموزش پایداری و استحکام به مشتریان خود بهره می‌برد.
ارتش ایالات متحد نیز از بازی‌نمایی برای آموزش نیروهای خود بهره می‌برد.
آکادمی خان یک مثال دیگر برای استفاده از بازی‌نمایی در آموزش آنلاین است.
در آگوست سال ۲۰۰۹، Gbanga بازی آموزشی مکان محور Gbanga Zooh را برای باغ وحش زوریخ ساخت که از شرکت کنندگان می‌خواست در راستای حفظ حیوانات در خطر انقراض تلاش کنند و آنها را به باغ وحش بیاورند. بازیکنان از زیستگاه‌های مجازی حیوانات در ایالت زوریخ نگهداری می‌کردند و برای جمع‌آوری گونه‌های در خطر نابودی تلاش می‌کردند.
در سال ۲۰۱۴، پروژهٔ True Life Game با هدف تحقیق بر روی بهترین راه استفاده از مفهوم بازی‌نمایی و جمع سپاری آن برای به اشتراک گذاری تجربیات آغاز شد. در سال ۲۰۱۵ دانشگاه ایالتی آریزونا ۵ بازی با مبنای داستان‌های تعاملی به دورهٔ آموزشی علوم زیستی اضافه کرد. در این بازی‌ها دانشجویان به با پذیرش نقش یک راهنما برای حل مشکلات پیچیدهٔ محیطی و معضلات درازمدت تلاش می‌کردند.
برنامه‌هایی نظیر Fitocracy و QUENTIQاز بازی‌نمایی استفاده می‌کردند تا کاربران خود را تشویق کنند که بیشتر ورزش کنند و از سلامتی عمومی خود محافظت نمایند. کاربران میزان مختلفی امتیاز برای کارهایی که در تمرین هایشان انجام می‌دهند، دریافت می‌کنند و بر اساس امتیازی که بدست آورده‌اند سطح‌بندی می‌شوند. کاربران همچنین می‌توانند (با انجام فعالیت‌های مرتبط) مراحلی را به پایان برسانند و نشان تناسب اندام را دریافت نمایند.
Health Month همچنین به کاربران موفق اجازه می‌دهد امتیازهای خود را به کاربرانی که به موفقیت چندانی دست نیافته‌اند اعطا کنند و به این صورت جنبه‌های اجتماعی را افزایش داده است.
سود مشتری، عامل دیگری است که بازی‌نمایی با آن دست به گریبان است. RedCritter Tracker, Playcall
و Arcaris
مثال‌هایی از ابزارهای مدیریتی هستند که با استفاده از بازی‌نمایی به دنبال بهبود بهره‌وری هستند. گروه تجاری Digital Brand اولین شرکتی است که در هند که کارهای پردازشی خود را به صورت کامل بازی مانند کرد تا سبک کاری خود را جذاب تر و انگیزه بخش تر نماید.
جمع سپاری در بازی‌هایی شبیه به Foldit تعبیه شده است؛ یک بازی که در دانشگاه واشینگتن طراحی شده، و آن بازیکنان برای ساختن ساختارهای موثرتری از پروتئین رقابت می‌کنند. در سال ۲۰۱۰ یک مقاله در یک مجله علوم طبیعی، به ۵۷ هزار کاربر این بازی با ارائه نتایج مفیدی که موجب تطبیق یا بهبود الگوریتم‌ها شده بود، اعتبار بخشید.
ESP Game یک بازی است که برای ایجاد یک تصویر از فراداده استفاده شده است.. Google Image Labeler یک نسخه از بازی ESP است که تحت مجوز کمپانی Google برای ایجاد یک تصویر از فراداده تلاش می‌کند.
در تحقیقاتی در دانشگاه بن از بازی‌نمایی برای افزایش ویکی‌سازی تا ۶۲٪ استفاده شده است.
متخصصان پیش بینی می‌کنند، این تکنیک می‌تواند برای مراقبت‌های بهداشتی، خدمات مالی، حمل و نقل، کارهای دولتی
، پرورش کارمندان و فعالیت‌های دیگر مفید باشد.
Alix Levine، یک کارشناس امنیت آمریکایی، بازی‌نمایی را تکنیک‌هایی توصیف می‌کند که بعضی وبسایت‌های افراطی نظیر Stormfront و سایت‌های مختلف مرتبط با تروریسم برای ایجاد وفاداری و مشارکت نیروهایشان از آن استفاده می‌کنند.
به عنوان مثال گروه‌های تروریستی نظیر القاعده با استفاده از بازی‌های نزدیک به واقعیت در صدد تزریق ایدئولوژی خود به نوجوانان است.
همچنین ماکروسافت اعلام کرد که برای استفاده از تکنیک بازی‌نمایی در سیستم عامل ویندوزفون۷ برنامه‌ریزی کرده است.
تا زمانی که کسب و کار با چالش ایجاد استراتژی‌های انگیزشی در بازی‌ها روبرو است، این سؤال کلیدی وجود دارد که چه چیزی می‌تواند بازی گونگی را تأثیرگذار تر نماید؟
بازی‌نمایی همچنین در احراز هویت مورد استفاده قرار می‌گیرد. به عنوان مثال، امکان استفاده از بازی شبیه Guitar Hero می‌تواند به یادگیری ضمنی یک کلمه عبور کمک نماید.
علاوه بر آن، بازی به عنوان یک راه برای آموزش استفاده از کلمات عبور جدید و پیچیده شناخته شده است. همچنین استفاده از بازی برای افزایش سطح پیچیدگی یک کلمه عبور و بهبود استحکام آن، توصیه می‌شود.
همچنین بازی‌نمایی به عنوان یک راه برای مدیریت و گزینش آرشیوها توصیه می‌شود.
به تازگی یک شرکت تکنولوژی استرالیایی به نام Wynbox موفق به استفاده از موتور بازی‌نمایی برای انجام فرایند رزرو هتل شده است.